# Хана-Мари Латвала
Хана-Мари Јохана Латвала (фин. Hanna-Maari Johanna Latvala; Кокола, 30. октобар 1987) је финска атлетичарка, специјалиста за спринтерске дисциплине. Чланица је СК Кокола Вејкот. 
На првенству Финске 2011, Латвала је освојила сребро на 100 и бронзу на 200 метара. На првенствима у дворани на 60 м злато 2012, 2013 и 2014, на 200 м злато у 2013 и 2014 и сребро у 2012, а са штафетом 4 х 200 м злато 2014 и сребро 2013.

## Значајнији резултати
| Год.   | Такмичење                    | Место             | Плас.  | Дисциплина        | Рез.   |
| Финска | Финска                       | Финска            | Финска | Финска            | Финска |
| ------ | ---------------------------- | ----------------- | ------ | ----------------- | ------ |
| 2012   | Европско првенство           | Хелсинки, Финска  | 26     | 100 м             | 11,67  |
| 2012   | Европско првенство           | Хелсинки, Финска  | 12     | штафета 4 x 100 м | 44,65  |
| 2013   | Европско првенство у дворани | Гетеборг, Шведска | 13     | 60 м              | 7,34   |
| 2013   | Универзијада                 | Казањ, Русија     | 4      | 100 м             | 11,47  |
| 2013   | Универзијада                 | Казањ, Русија     |        | 200 м             | 22,98  |
| 2013   | Светско првенство            | Москва, Русија    | 18     | 200 м             | 23,21  |
| 2014   | Светско првенство у дворани  | Сопот, Пољска     | 20.    | 60 м              | 7,34   |
| 2014   | Европско првенство           | Цирих, Швајцарска | 22.    | 100 м             | 11,57  |
| 2014   | Европско првенство           | Цирих, Швајцарска | 7.     | 200 м             | 23,28  |
| 2014   | Европско првенство           | Цирих, Швајцарска | 11.    | 4 x 100 м         | 44,22  |
| 2015   | Европско првенство у дворани | Праг, Чешка       | 19.    | 60 м              | 7,34   |

## Лични рекорди
Стање 10. март 2015.
Ово је листа личних рекорда према профилу Хана-Мари Латвале на сајту ИААФ.
| Дисциплина      | Резултат | Место    | датум            | детаљи             |
| --------------- | -------- | -------- | ---------------- | ------------------ |
| 100 м           | 11,30    | Цирих    | 12. август 2013. |                    |
| 200 м           | 22,98    | Казањ    | 10. јул 2013.    | [ тражи се извор ] |
| 60 м у дворани  | 7,25     | Гетеборг | 2. мај 2013      | [ 2 ]              |
| 200 м у дворани | 23,30    | Векше    | 9. фебруар 2013. |                    |